# Tucuruí
Tucuruí é um município brasileiro do estado do Pará. Possui 2 086 km² de área total e sua população, conforme estimativas do IBGE de 2021, era de 116 605 habitantes.
É conhecido por abrigar a maior usina hidrelétrica totalmente brasileira e a quarta do mundo: a Usina Hidrelétrica de Tucuruí, construída e operada desde 22 de novembro de 1984 pela Eletronorte.
É a mais antiga localidade ainda existente no sudeste do Pará (região do Carajás), sendo fundada como colônia militar portuguesa em 1779.

## Toponímia
"Tucuruí" é um termo derivado da língua tupi antiga: significa "gafanhotos verdes", através da junção de tukura (gafanhoto) e oby (verde).

## História
A história de Tucuruí compreende tradicionalmente o período de instalação de vários assentamentos com a função de servir de guarda e passagens entre o baixo e o médio Tocantins, muito embora o território do município fosse habitado por povos indígenas deste tempos muito antigos.

### Período pré-colonial
A região do município, em suas raízes, era habitada por povos indígenas das tribos dos assurinis-do-tocantins, paracanãs e gaviões. Essas tribos de hábitos nômades diferenciavam-se entre si por seus troncos étnicos e linguísticos.
Mesmo com as várias expedições de navegação na região já deste o século XVI, destacando-se as tentativas dos franceses, foi somente no século XVIII que os portugueses preocuparam-se em ocupar definitivamente a região.

### Fundação e colonização
Os primeiros fatos históricos e registros da cidade, no entanto, datam apenas de 1779, quando o governador Telo de Menezes fundou a Vila de São Bernardo da Pederneira, em resposta ao crescimento da Confederação do Itapocu; em 1780 mudando de nome para Alcobaça. A fundação realmente se efetivou com a construção em 1782 do Forte de Nossa Senhora da Fachina (posteriormente Forte de Nossa Senhora de Nazaré), construído com mão de obra escrava e indígena. O forte tinha a finalidade de fiscalizar a navegação no Rio Tocantins, servir como contraponto aos vários quilombos que surgiram na região e o contrabando de ouro vindo de Goiás e Mato Grosso feito pelo rio.
Da localidade, de Baião e de Cametá partiam as principais expedições contra os negros fugidos da escravidão, bem como para captura de índios para o trabalho escravo.
Entre os anos de 1809 e 1814 e 1821 e 1823 a região foi integrada nominalmente a capitania de São João das Duas Barras, numa altura de uma forte disputa territorial pela navegação do rio Tocantins.
No século XIX o Forte de Nossa Senhora da Fachina passa a ser entreposto para incursões nas matas da região para exploração de drogas do sertão, muito apreciadas na praça de Santa Maria de Belém do Grão-Pará.
Em 1870, o governador do Pará criou a freguesia de São Pedro no lugar de Pederneiras, integrada ao município de Baião, até então o mais próximo núcleo populoso desse trecho do Tocantins. Em 1875, a freguesia de São Pedro de Pederneiras muda de denominação, passando a se chamar São Pedro de Alcobaça, situando-se onde hoje é a cidade.

### De 1890 a 1940
Em 1894, instalou-se, em Alcobaça, a Companhia de Navegação Férrea Fluvial/Araguaia-Tocantins, com objetivo de construir a Estrada de Ferro Tocantins(EFT) ligando Alcobaça até a Praia da Rainha no município de Itupiranga (175 km), vencendo o trecho de corredeiras do rio Tocantins e melhorando, assim, o intercâmbio com o estado de Goiás e melhorando o escoamento da produção de castanha de Marabá. Em 1895, inicia-se a construção da estrada e inúmeras pessoas deslocam-se para a região em busca de trabalho, principalmente nordestinos, mocajubenses e cametaenses.
As obras enfrentavam grandes dificuldades: a malária vitimava um grande número de trabalhadores e os desníveis e a grande quantidade de igarapés da região atrapalhavam a execução do projeto. Os índios, entretanto, desde os primeiros tempos foram pacificados e não causaram grandes problemas. O projeto da estrada margeava o rio, devido ao receio dos engenheiros em adentrarem a floresta. Talvez esteja, aí, o motivo do fracasso do projeto, que somente em 1946 recebeu sua primeira locomotiva, mais de cinquenta anos depois do início de sua construção, e que, na década de 1970, teve sua operação interrompida.
A memória dessa estrada não foi devidamente preservada: a estação virou mercado e a única locomotiva restante encontra-se em frente ao Centro Cultural da Eletronorte, na Vila Permanente. A via férrea por onde passava hoje é a Rua Santo Antônio.
A vila de Alcobaça acabou envolvendo-se nos acontecimentos que levaram a anexação do sudeste do Pará ao estado do Goiás em 1908. Os líderes do vilarejo se uniram aos líderes de Marabá, Conceição do Araguaia e Breu Velho na declaração de emancipação e desligamento formulada em 1808 e protocolada junto ao parlamento goiano. O episódio ocorreu em meio aos conflitos que ocorriam no meio norte brasileiro desde 1907, a segunda revolta de Boa Vista.
O governo goiano reconheceu o documento da "declaração de Marabá", e formalmente anexou a região ao seu estado. Desta forma entre 1908 e 1909 a região permaneceu em litígio, sendo sua posse disputada Grão-Pará e pelo Goiás. O episódio quase desencadeou uma guerra civil na região. A consequência de tais acontecimentos refletiu na organização política da região, que até então era insipiente.
A intenção para com a proposta de anexação ao Goiás, era a elevação da povoação à categoria de cidade, desligando-se de Baião, que nenhuma assistência fornecia a vila.
Como parte dos acontecimentos, em 1910 os líderes de Alcobaça formularam uma proposta conjunta com os líderes dos principais vilarejos da época (Marabá, Conceição do Araguaya, São João do Araguaya e Breu Velho), de emancipação da região formando uma nova entidade política estadual, o estado do Itacaiúnas. Esta proposta é a precursora do atual projeto do estado do Carajás.

### 1940 - 1970

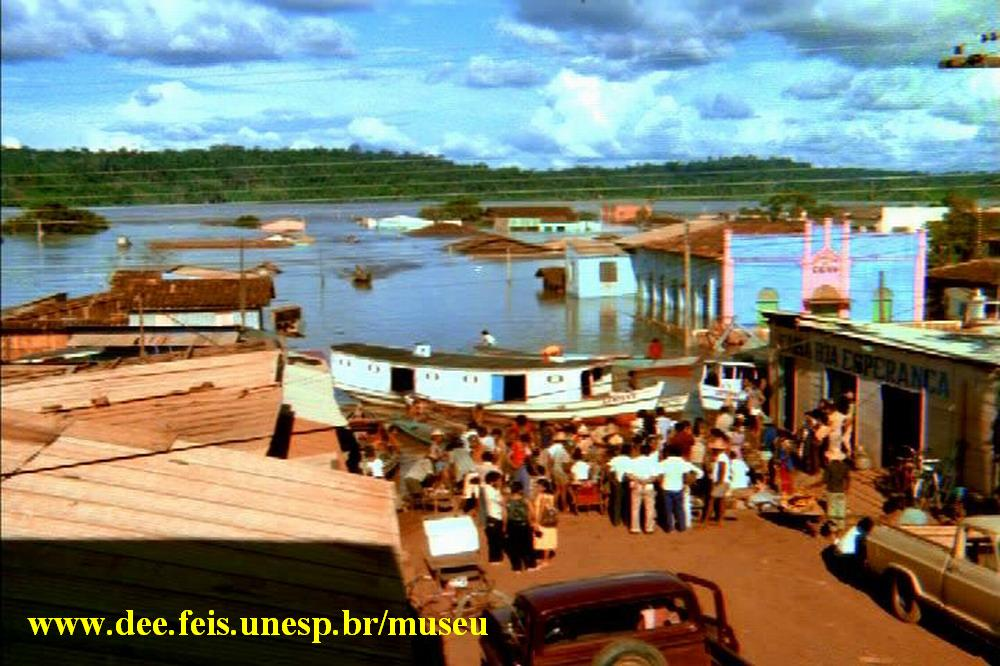
Enchente em Tucuruí no início da década de 1970.

No governo de Magalhães Barata, em 1943, a cidade passa à categoria de povoado e recebe a denominação de Tucuruí (que permanece até hoje). No dia 31 de dezembro de 1947, Tucuruí é desmembrada de Baião e é elevada à categoria de município. A primeira eleição é realizada em 13 de maio de 1948, tendo sido eleitos: Alexandre José Francês, prefeito, e Nicolau Zumero, vice-prefeito. O município é instalado em 29 de maio de 1948, com a posse dos vereadores e do prefeito, porém, por não ter sido instalado por um juiz de direito, contrariando a lei vigente, é reinstalado em 26 de junho de 1948 por um juiz da comarca de Cametá.
Nessa época, a base econômica da cidade era a extração da castanha-do-pará e o comércio de madeira, tornando o local um movimentado entreposto comercial na região do Araguaia-Tocantins.

### 1970 -presente

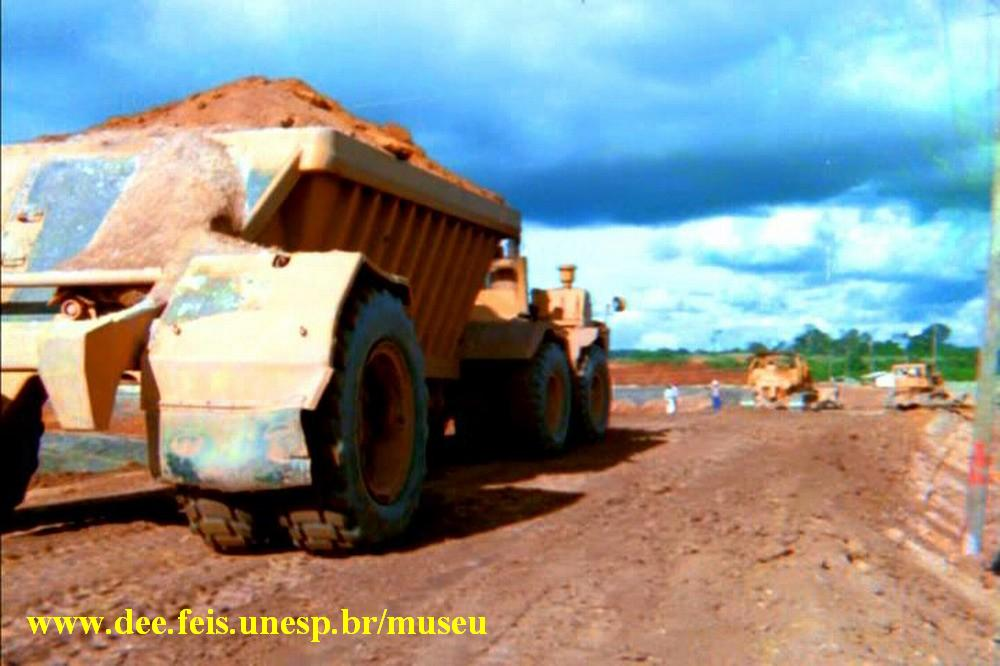
Abertura de estradas de acesso a Tucuruí, na década de 1970

Em 1970, Tucuruí e o sul do Pará passam por uma profunda transformação política, econômica e social, em função da estratégia da ditadura militar de integrar a região, por meio do Projeto Grande Carajás.
Um decreto do governo federal de 1966, que injustificadamente exigia a desativação e a extinção da Estrada de Ferro Tocantins (que abastecia a região) e a sua substituição por uma malha rodoviária, foi posto em prática no ano de 1973, quando circulou o último trem de passageiros da ferrovia em Tucuruí.
O município é integrado por estradas, a PA-263 e a BR-422, deixando de ter uma ligação majoritariamente fluvial com o resto do território nacional. Na esteira dessas artérias rodoviárias uma leva de migrantes vindos do Nordeste e do Centro-Sul do Brasil chegam a Tucuruí, alterando definitivamente os costumes e a cultura local, de uma cidade ribeirinha para um grande centro industrial.
Ocorre também a instalação de uma das maiores plantas hidrelétricas do mundo, a Usina Hidroelétrica de Tucuruí. A instalação deste mega-empreendimento fez explodir a população do município, com Tucuruí saltando de uma pequena localidade com menos de 5000 habitantes na década de 1960, para mais de 100 mil habitantes já na década de 2000 durante a instalação das Eclusas de Tucuruí.
Os primeiros estudos para a construção de uma hidrelétrica que aproveitasse o potencial do rio Tocantins iniciaram-se por volta de 1957 e seguiram durante a década de sessenta. Com o início da ditadura militar no Brasil (1964–1985), foi implantado, no sul do estado, o Projeto Grande Carajás, visando ao desenvolvimento da Amazônia oriental através da atividade minerometalúrgica e de projetos agropecuários-florestais. No entanto, para a consolidação desse projeto, Tucuruí tornava-se ponto decisivo.
Na década de 1970, iniciaram-se os trabalhos para a construção da hidrelétrica e o município começou a ganhar a infraestrutura necessária. Foram construídos um aeroporto e vilas para abrigar os operários, engenheiros e demais funcionários da obra (Vilas Permanente e Temporárias I e II). As vilas da Eletronorte são verdadeiros condomínios fechados, contando com água e esgoto tratados, ruas pavimentadas, supermercados, escolas, creches, clubes, entre outras comodidades.
A usina teve sua primeira etapa concluída em 1984 e foi inaugurada pelo presidente João Figueiredo, com potência instalada de 4 000 megawatts. A segunda etapa é concluída apenas em meados de 2007 elevando a capacidade para 8 000 megawatts.
Em 2011 Tucuruí participou ativamente com todo o sudeste do Pará, da consulta plebiscitária que definiu sobre a divisão do estado do Pará. Desde a sua fundação Tucuruí insere-se como parte da proposta do estado do Carajás, tanto que o município é filiado aos principais organismos de luta pela causa na região.
Embora a expressiva votação favorável no plebiscito em Tucuruí, o peso da região de Belém se fez maior, e se sobrepôs ao anseio local. Entretanto, mesmo com a derrota na votação, o município continua, juntamente com a região, a pleitear a separação para criação do estado do Carajás.

## Geografia
Com coordenadas de latitude 03º45'58" sul e longitude 49º40'21" oeste, a cidade está localizado no norte brasileiro.

### Hidrografia
O maior acidente geográfico de Tucuruí é o Rio Tocantins. As cabeceiras do Tocantins estão numa altitude aproximada de 1 100 metros, na Serra do Paranã, cerca de 60 quilômetros ao norte de Brasília. Nasce com o nome de Rio Maranhão e toma o nome de Tocantins após a confluência com o Rio Paranã. Após um percurso total de cerca de 2 400 quilômetros, desemboca na baía de Marapatá (Rio Pará), nas proximidades da cidade de Belém.
Os últimos 360 quilômetros do Tocantins apresentam o trecho do lago de Tucuruí, encobrindo antigos desníveis que ali existiam, seguindo pelo trecho até a foz, com declividade insignificante, sofrendo, inclusive, a influência das marés.
O imenso lago artificial formado ao se barrar o rio Tocantins possui 2 875 quilômetros quadrados de área e criou um novo ecossistema na região, com 1 700 ilhas, sendo toda esta área, até 200 metros em seu entorno, pertencente à Eletronorte, ou seja, ao Governo Federal. Hoje, são necessários 35 dias para que toda a água do lago da Usina Hidrelétrica de Tucuruí – um total de 45,8 bilhões de metros cúbicos – seja renovada.

### Clima
O clima é equatorial quente e úmido apresentando temperaturas médias mensais entre 22 °C e 34 °C, com média anual de 27 °C. A umidade relativa do ar é relativamente elevada e a o índice pluviométrico é superior a 2 000 milímetros (mm) anuais. O período mais chuvoso compreende os meses de janeiro a abril, e o mais seco vai de junho a outubro.
Segundo dados do Instituto Nacional de Meteorologia (INMET), referentes ao período de 1970 a 1996 e a partir de 1999, a menor temperatura registrada em Tucuruí foi de 15,1 °C em 6 de julho de 1974, e a maior atingiu 38,6 °C em 8 de outubro de 2017. O maior acumulado de precipitação em 24 horas foi de 184,4 milímetros (mm) em 13 de janeiro de 2016. Outros acumulados iguais ou superiores a 150 mm foram: 184,3 mm em 1° de março de 2001, 178,1 mm em 31 de janeiro de 1986, 159,3 mm em 12 de março de 1981 e 156 mm em 27 de março de 1982. Abril de 2006, com 732,3 mm, foi o mês de maior precipitação.
| Dados climatológicos para Tucuruí | Dados climatológicos para Tucuruí | Dados climatológicos para Tucuruí | Dados climatológicos para Tucuruí | Dados climatológicos para Tucuruí | Dados climatológicos para Tucuruí | Dados climatológicos para Tucuruí | Dados climatológicos para Tucuruí | Dados climatológicos para Tucuruí | Dados climatológicos para Tucuruí | Dados climatológicos para Tucuruí | Dados climatológicos para Tucuruí | Dados climatológicos para Tucuruí | Dados climatológicos para Tucuruí |
| Mês | Jan                               | Fev                               | Mar                               | Abr                               | Mai                               | Jun                               | Jul                               | Ago                               | Set                               | Out                               | Nov                               | Dez                               | Ano                               |
| --- | --------------------------------- | --------------------------------- | --------------------------------- | --------------------------------- | --------------------------------- | --------------------------------- | --------------------------------- | --------------------------------- | --------------------------------- | --------------------------------- | --------------------------------- | --------------------------------- | --------------------------------- |
| Temperatura máxima recorde (°C) | 36,1                              | 36,8                              | 37                                | 36,6                              | 36,8                              | 36,8                              | 37                                | 38,1                              | 38,1                              | 38,6                              | 37,8                              | 38,1                              | 38,6                              |
| Temperatura máxima média (°C) | 31,9                              | 31,6                              | 31,8                              | 32                                | 32,5                              | 32,9                              | 33,3                              | 33,9                              | 33,9                              | 33,7                              | 33,3                              | 32,5                              | 32,8                              |
| Temperatura média compensada (°C) | 26,9                              | 26,5                              | 26,6                              | 26,8                              | 27,2                              | 27,3                              | 27                                | 27,5                              | 27,7                              | 28,1                              | 28                                | 27,4                              | 27,3                              |
| Temperatura mínima média (°C) | 23,5                              | 23,2                              | 23,4                              | 23,5                              | 23,7                              | 23,3                              | 22,8                              | 23,1                              | 23,7                              | 24,1                              | 24,3                              | 23,9                              | 23,5                              |
| Temperatura mínima recorde (°C) | 16                                | 17,2                              | 17,7                              | 16,6                              | 17                                | 15,3                              | 15,1                              | 16,7                              | 16,2                              | 17,4                              | 17,7                              | 16,9                              | 15,1                              |
| Precipitação (mm) | 311,5                             | 413,8                             | 436,7                             | 407,9                             | 249,1                             | 86,9                              | 47,3                              | 31,5                              | 34,8                              | 68,5                              | 113,5                             | 230,9                             | 2 432,2                           |
| Dias com precipitação (≥ 1 mm) | 19                                | 21                                | 24                                | 23                                | 17                                | 8                                 | 6                                 | 4                                 | 5                                 | 6                                 | 8                                 | 14                                | 155                               |
| Umidade relativa compensada (%) | 86,8                              | 89,1                              | 89,1                              | 89,4                              | 87,6                              | 83,9                              | 81,8                              | 80,4                              | 80,7                              | 80,8                              | 81,2                              | 85,1                              | 84,7                              |
| Insolação (h) | 146,5                             | 128                               | 135,1                             | 151                               | 197                               | 239,1                             | 254,6                             | 248                               | 186,3                             | 154,2                             | 129,3                             | 124                               | 2 093,1                           |
| Fonte: Instituto Nacional de Meteorologia (INMET) (normal climatológica de 1981-2010; recordes de temperatura: 01/01/1970 a 10/07/1996 e 08/02/1999-presente) |                                   |                                   |                                   |                                   |                                   |                                   |                                   |                                   |                                   |                                   |                                   |                                   |                                   |

## Economia
Além da usina hidrelétrica, principal fonte econômica do município, a economia também  desenvolve-se em outros setores. No setor primário predominam o extrativismo vegetal, a agricultura rudimentar, a pecuária extensiva e a pesca (recentemente foi implantado um projeto de tanques rede na região do lago). No setor secundário, ainda pouco expressivo, destaca-se a construção civil e a indústria de laticínios, que abastece a região com leites, iogurtes e queijos. O setor terciário, predominante no município, apresenta comércio diversificado ( supermercados, farmácias, lojas de eletrodomésticos, de informática e de vestuário, entre outras) e  serviços como agências bancárias, casa lotérica e estabelecimentos de ensino e saúde.

### Usina hidrelétrica
A Usina Hidrelétrica de Tucuruí mudou radicalmente a base econômica, a população e as perspectivas da cidade, que pode ter sua história dividida em dois momentos muito distintos: o antes e o depois da hidrelétrica. Essa usina hidrelétrica formou um lago imenso, onde foram formadas ilhas com a mais diversa quantidade de espécies. É praticado, desde 2009, sempre no último final de semana do mês de maio, o Torneio de Pesca Esportiva de Tucuruí, cujo objetivo é a pesca do maior tucunaré, um peixe muito valorizado na pesca esportiva. São distribuídos vários prêmios aos participantes, que vêm de diferentes partes do país e até de outros países para pescar.

## Estrutura Urbana

### Saúde

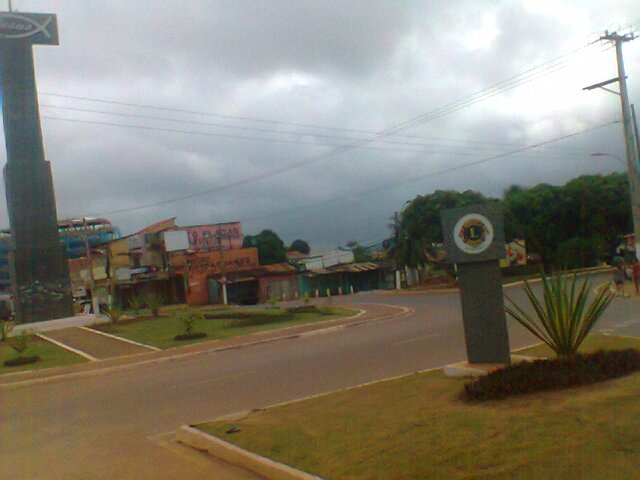
Rotatória (trevo), em Tucuruí, em 2013.

Na área da saúde, Tucuruí conta com:
- 1 H.R.T - Hospital Regional de Tucuruí.
- 5 Centros de Saúde.
- 1 U.P.A - Unidade de Pronto Atendimento.
- 1 H.M.T - Hospital Municipal de Tucuruí.
- 24 ESFs (23 zona urbana e 1 zona rural)
- 1 SAMU (Regional)
- 1 Centro de Reabilitação
- 1 CEO
- 1 CAPS 1
- 1 CTA

### Praças
Tucuruí conta com as seguintes praças:
- Praça do Rotary.
- Praça da Bandeira.
- Praça da Bica.
- Praça do Mangal.
- Praça da Mangueira (conhecida também como: Praça do Skate ou Praça do Half).
- Praça Jardim Paraíso.
- Praça Padre Pedro Hermans.

### Universidades
- Universidade do Estado do Pará
- Instituto Federal do Pará
- Universidade Federal do Pará
- Universidade Anhanguera-Uniderp
- Faculdade Ciências Religiosas Gamaliel
- UNIUBE
- UNOPAR